# Franciszek Ksawery Olexiński

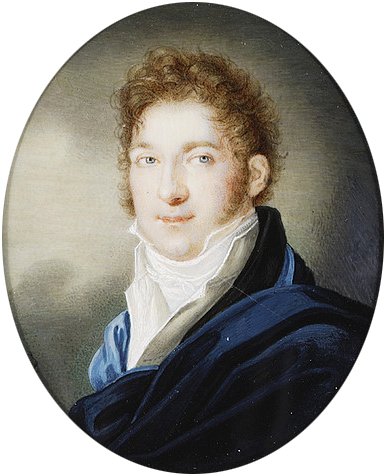
Portret malarza Henryka Zabiełły

Franciszek Ksawery Olexiński (Oleksiński) (ur. 1758 w Andronowie koło Kobrynia, zm. 1826 w Płocku) – polski malarz-miniaturzysta.
W zbiorach Muzeum Narodowego w Warszawie znajduje się jego miniatura – portret Henryka Zabiełły.